# Г'юстон (Аляска)
Г'юстон (англ. Houston) — місто (англ. city) в США, в окрузі Матануска-Сусітна штату Аляска. Населення — 1975 осіб (2020).
У місті працюють одна вища і одна середня школа.

## Історія
Вперше поселення на цьому місці під ім'ям Г'юстон-Сайдинг зустрічається на план-карті Залізниці Аляски 1917 року. У Г'юстоні працювали кілька шахт, у яких видобували першокласне вугілля, але після закінчення Другої світової війни вони були закриті. В 1953—1954 роках до Г'юстона дотяглася гравійна дорога та лінії електропередач від Василли, у зв'язку з чим розвиток міста прискорився. 1966 року Г'юстон отримало статус міста третього класу, 1973 року — другого. У червні 1996 року в околицях міста сталася велика лісова пожежа, що завдала значної шкоди Г'юстону та довколишньому Біг-Лійку: в цілому згоріло 152 км² лісу, 433 будівлі, збиток склав 8,9 мільйонів доларів.

## Географія
Г'юстон розташоване у південній частині штату на річці Літл-Сусітна за 45 кілометрів (по прямій) від найбільшого міста Аляски, Анкориджа, і за 18 кілометрів від океану (північна частина затоки Кука). Через Г'юстон проходить велика автодорога George Parks Highway.
Г'юстон розташований за координатами 61°36′59″ пн. ш. 149°46′18″ зх. д. / 61.61639° пн. ш. 149.77167° зх. д. (61.616515, -149.771769). За даними Бюро перепису населення США в 2010 році місто мало площу 61,04 км², з яких 58,02 км² — суходіл та 3,02 км² — водойми. В 2017 році площа становила 65,41 км², з яких 61,92 км² — суходіл та 3,49 км² — водойми.

## Демографія
Згідно з переписом 2010 року, у місті мешкало 1912 осіб у 731 домогосподарстві у складі 473 родин. Густота населення становила 31 особа/км². Було 973 помешкання (16/км²).
Расовий склад населення:
| - 82,2 % — білих - 6,7 % — корінних американців - 0,6 % — азіатів - 0,4 % — чорних або афроамериканців - 0,2 % — вихідців з тихоокеанських островів - 1,0 % — осіб інших рас |

До двох чи більше рас належало 8,9 %. Частка іспаномовних становила 3,3 % від усіх жителів.
За віковим діапазоном населення розподілялося таким чином: 27,6 % — особи молодші 18 років, 63,8 % — особи у віці 18—64 років, 8,6 % — особи у віці 65 років та старші. Медіана віку мешканця становила 35,4 року. На 100 осіб жіночої статі у місті припадало 115,1 чоловіків; на 100 жінок у віці від 18 років та старших — 115,1 чоловіків також старших 18 років.
Середній дохід на одне домашнє господарство становив 63 056 доларів США (медіана — 50 438), а середній дохід на одну сім'ю — 72 722 долари (медіана — 68 309). Медіана доходів становила 62 014 долари для чоловіків та 38 250 доларів для жінок. За межею бідності перебувало 14,8 % осіб, у тому числі 17,5 % дітей у віці до 18 років та 14,4 % осіб у віці 65 років та старших.
Цивільне працевлаштоване населення становило 741 особа. Основні галузі зайнятості: освіта, охорона здоров'я та соціальна допомога — 24,3 %, будівництво — 16,1 %, мистецтво, розваги та відпочинок — 11,1 %, роздрібна торгівля — 9,7 %.
Походження пращурів
- німці — 13,3 %
- ірландці — 13,0 %
- корінні американці — 9,5 %
- англійці — 8,5 %
- норвежці — 5,4 %
- голландці — 3,2 %[7]